# Kaponiera

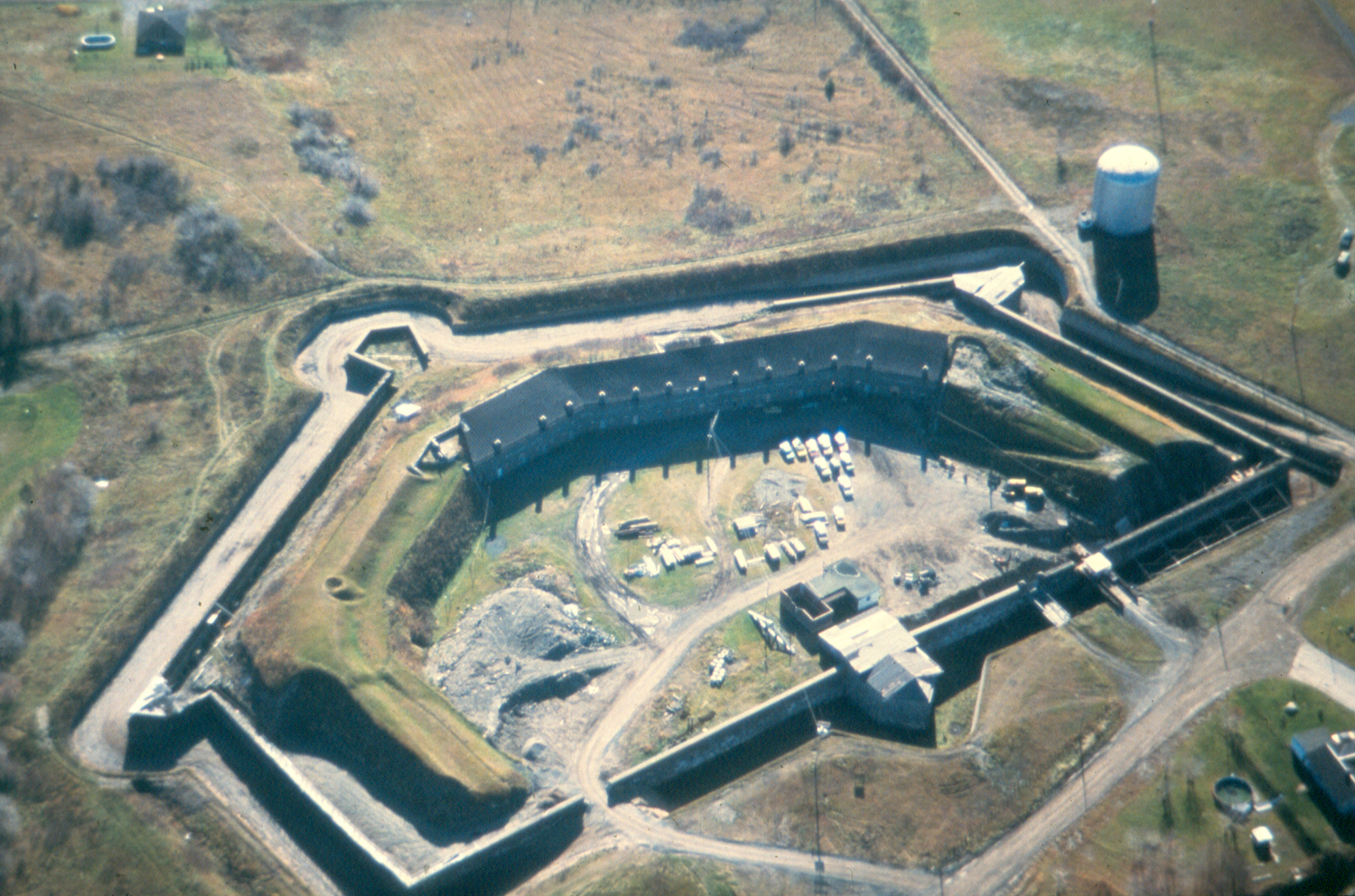
Pięciokątny fort z czterema kaponierami w rogach wału: dwustronnymi czołową i szyjową i jednostronnymi barkowymi

Kaponiera – przykryta budowla fortyfikacyjna o różnej konstrukcji, wykorzystywana do prowadzenia ostrzału skrzydłowego lub skośnego, służąca na ogół do obrony fosy, stosowana w fortyfikacji nowożytnej.
Zasadniczym przeznaczeniem kaponier jest obrona fosy, aczkolwiek wykorzystywano je także do ostrzału zapola (w austriackiej szkole fortyfikacyjnej) lub przedpola (w nowopruskiej). Typowa kaponiera jest niską, skazamatowaną budowlą, wtopioną w stok lub przeciwstok fosy. Jej wysokość nie przekracza wysokości wału, przy którym jest umieszczona. Wyposażona jest w stanowiska bojowe, przeznaczone do prowadzenia ognia w jednym lub dwóch kierunkach. Czasem kaponierą nazywa się ogólniej zakrytą budowlę fortyfikacyjną służącą do prowadzenia ognia flankującego.
Wcześniejszą formą kaponiery była budowla w formie dwóch krótkich odcinków wałów, umieszczonych w poprzek fosy w fortyfikacji bastionowej. Mogły one służyć do osłaniania ogniem fosy (choć ta była głównie chroniona ostrzałem z barków bastionów), a główną funkcją było umożliwienie dokonania wypadu przejściem znajdującym się między wałami (zazwyczaj odkrytym). Konstrukcja taka nazywana jest także kaponierą forteczną.
Budowle te występują w różnych formach; rozróżnia się kaponiery:
- w zależności od położenia w dziele fortyfikacyjnym:
  - względem fosy
    - wewnętrzne (stokowe) – umieszczone przy stoku fosy; dostępne przez poternę od strony stoku;
    - zewnętrzne (przeciwstokowe rewersowe) – umieszczone przy lub w przeciwstoku fosy; dostęp jest od strony przeciwstoku, czasem poterną prowadzącą pod dnem fosy;

  - względem fosy innych elementów dzieła:
    - barkowe – umieszczone przy lub w barku narysu dzieła;
    - czołowe – znajdujące się na narożniku dzieła;
    - szyjowe – umieszczone w szyi dzieła;
- w zależności od kierunku prowadzenia ognia:
  - pojedyncze (jednostronne) – w jedną stronę;
  - podwójne (dwustronne) – w dwie strony[1].

Kaponiery pojedyncze nazywa się też półkaponierami. 

## Galeria

Schematy rozmieszczenia kaponier
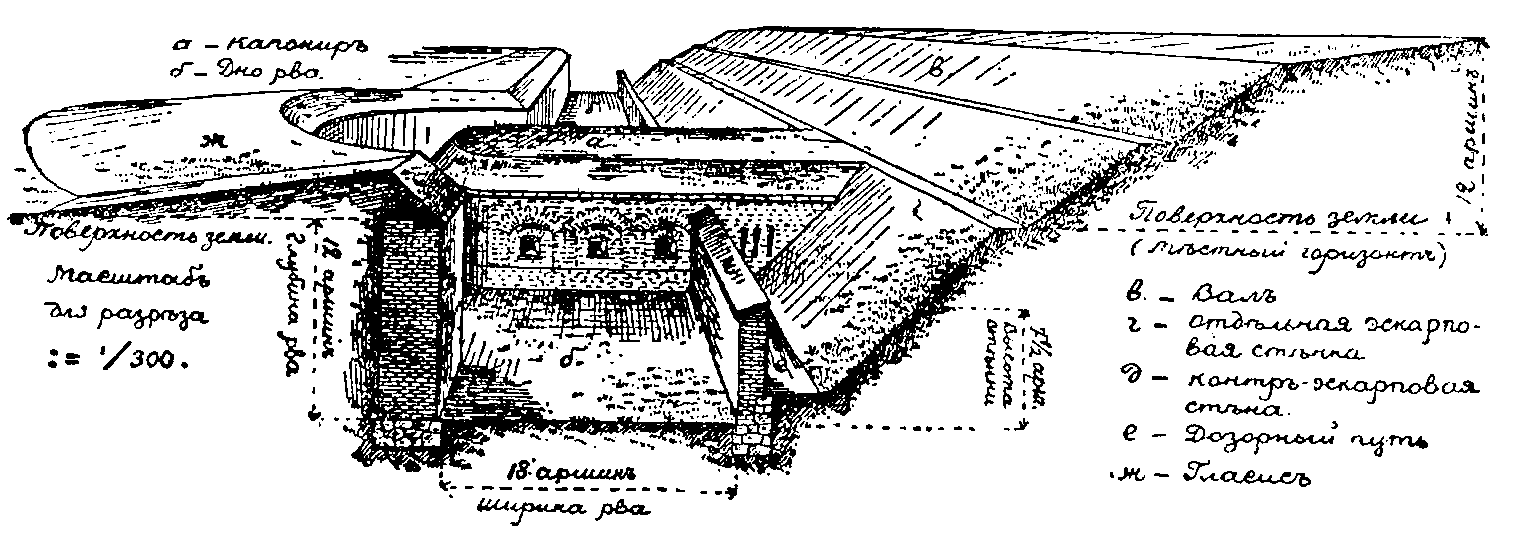
Przekrój fosy z umieszczoną w niej kaponierą (ozn. lit. a)
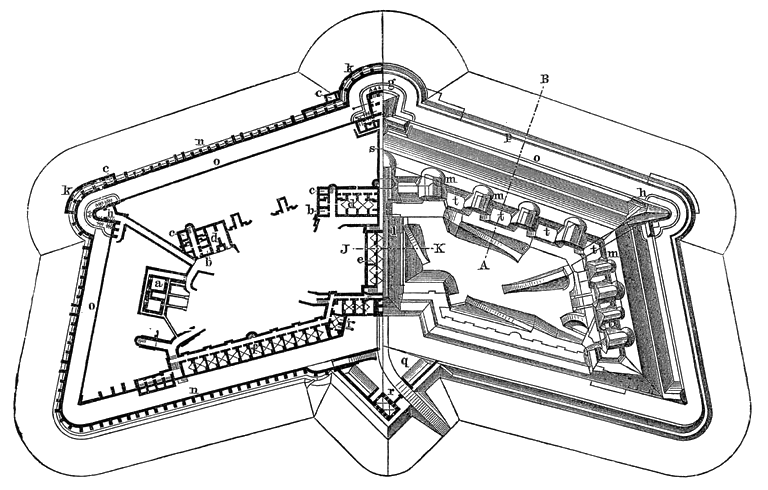
Plan XIX-wiecznego fortu z kaponierami zewnętrznymi (stokowymi): podwójną czołową (ozn. lit. g) i dwoma pojedynczymi barkowymi (h)
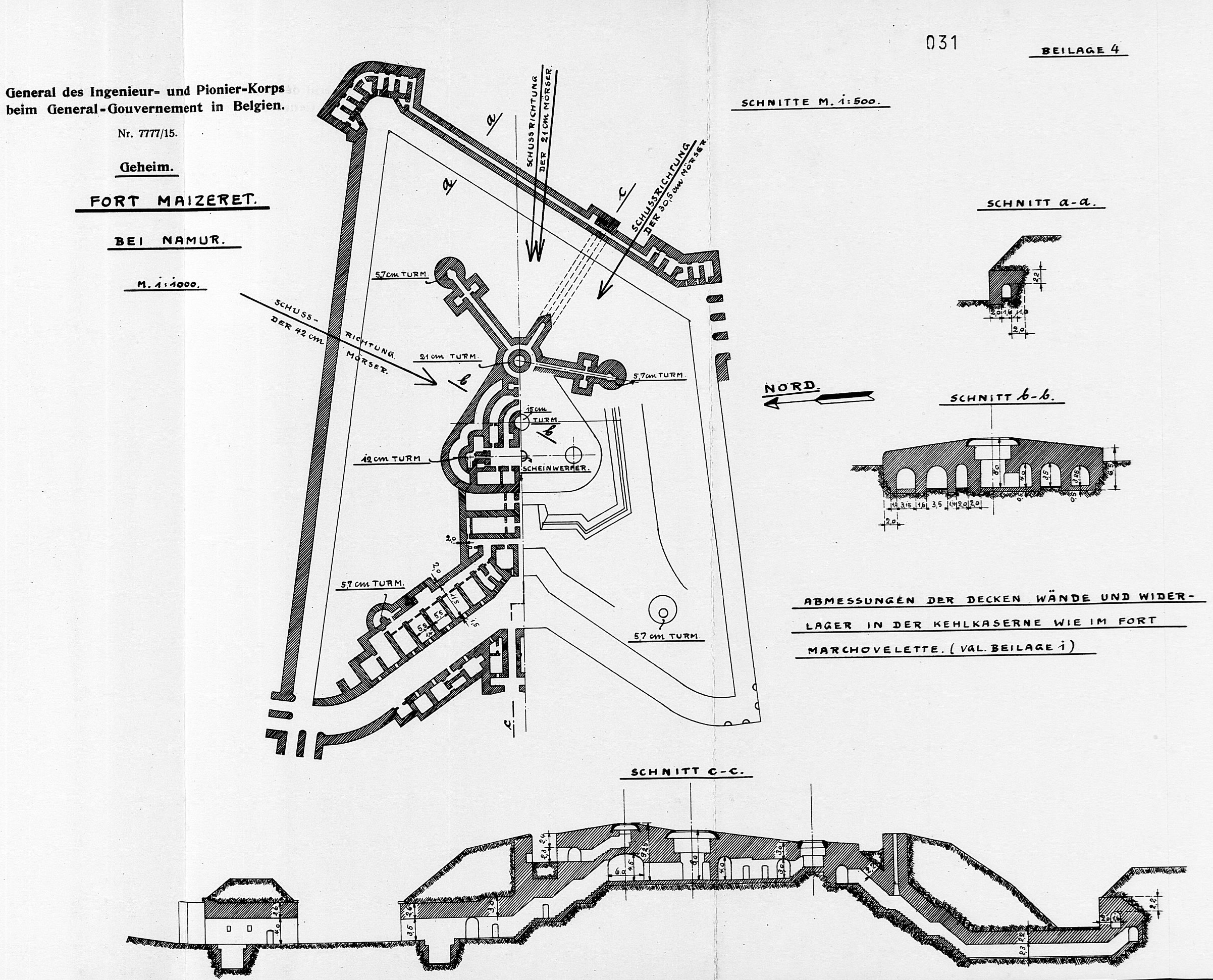
Plan fortu de Maizeret z kaponierami rewersowymi: podwójną (w lewym, górnym rogu fosy) i pojedynczą (w prawym górnym rogu)

Przykłady zachowanych kaponier
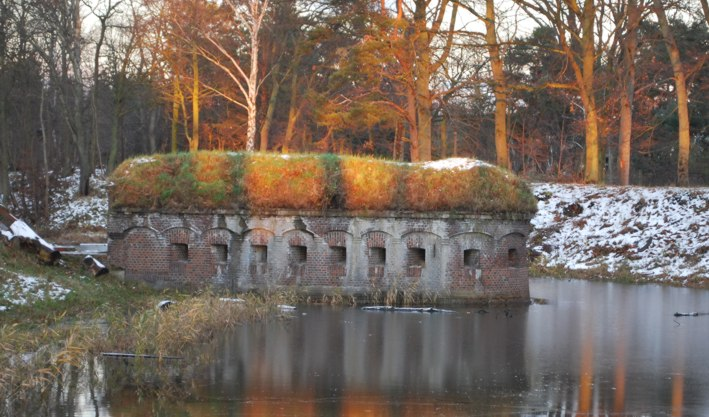
Kaponiera wodna z XIX wieku – Fort Gerharda w Świnoujściu
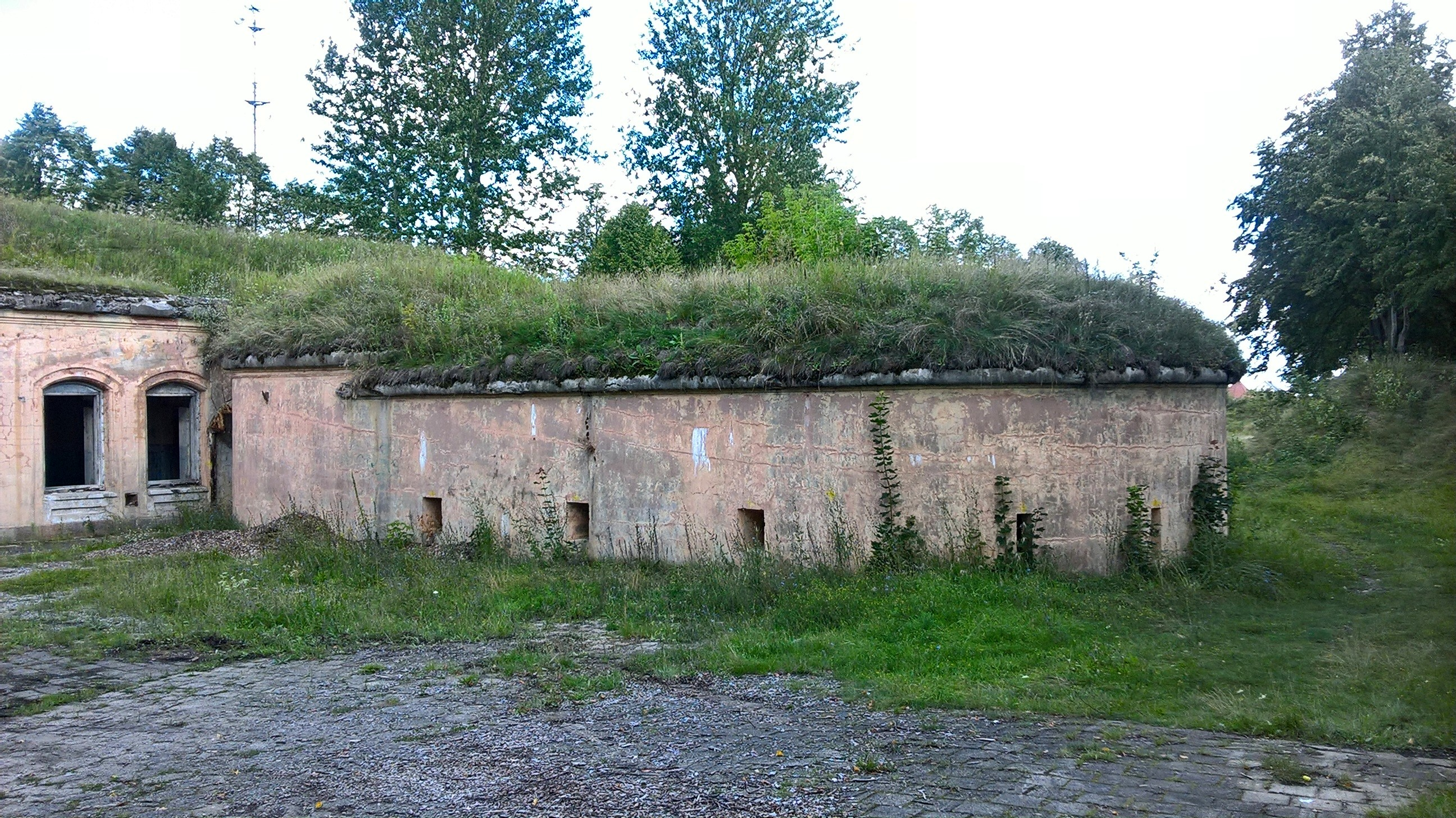
Kaponiera Fortu I Twierdzy Różan
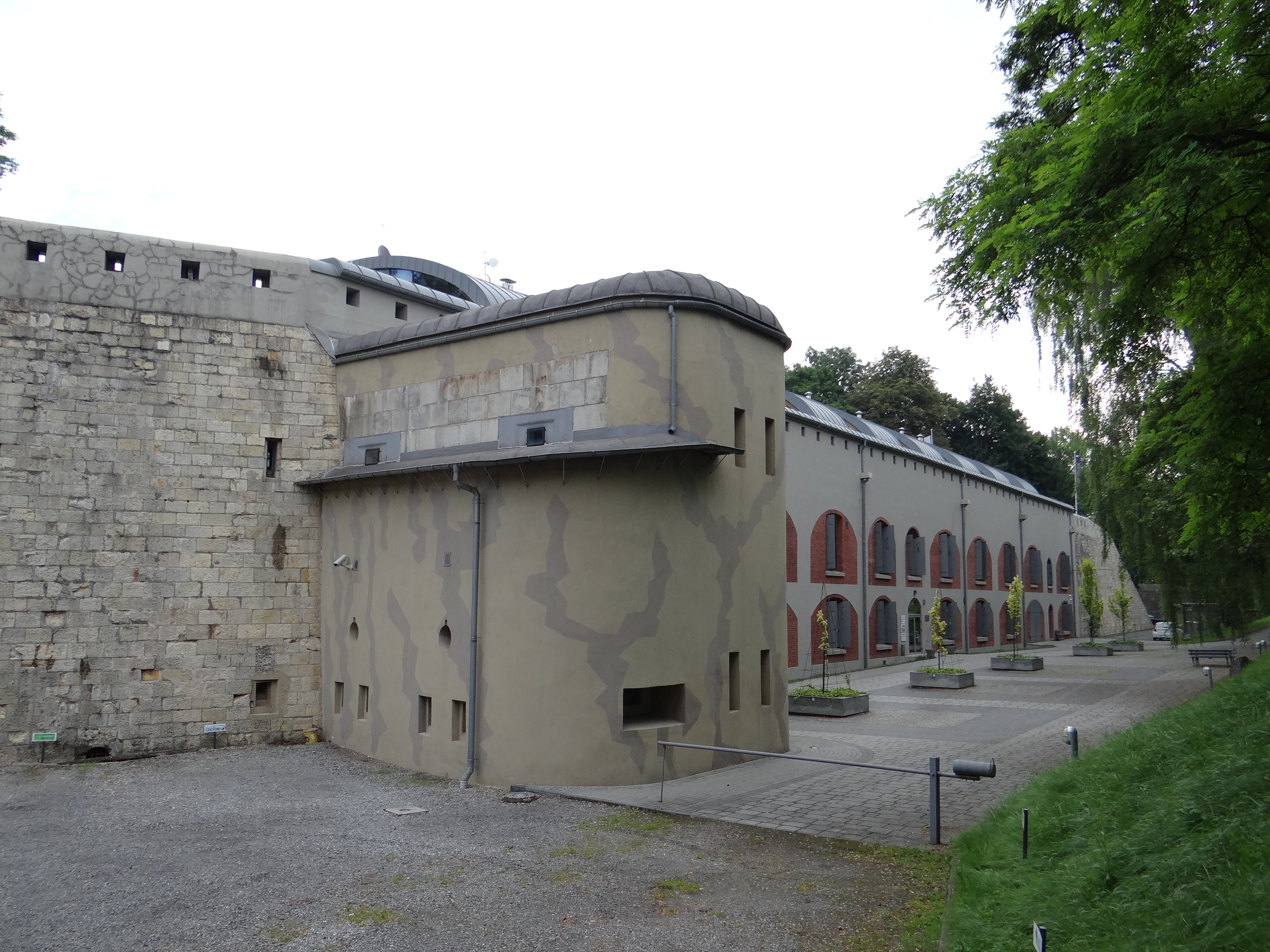
Blok koszar fortu Węgrzce z dwupiętrową kaponierą szyjową
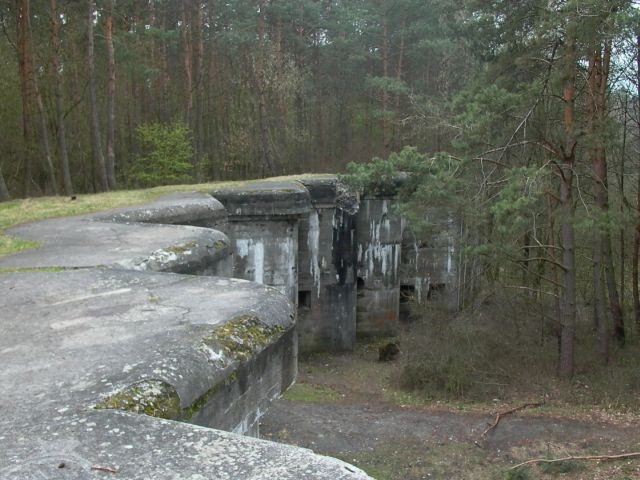
Kaponiera przeciwskarpowa Fortu V Twierdzy Modlin
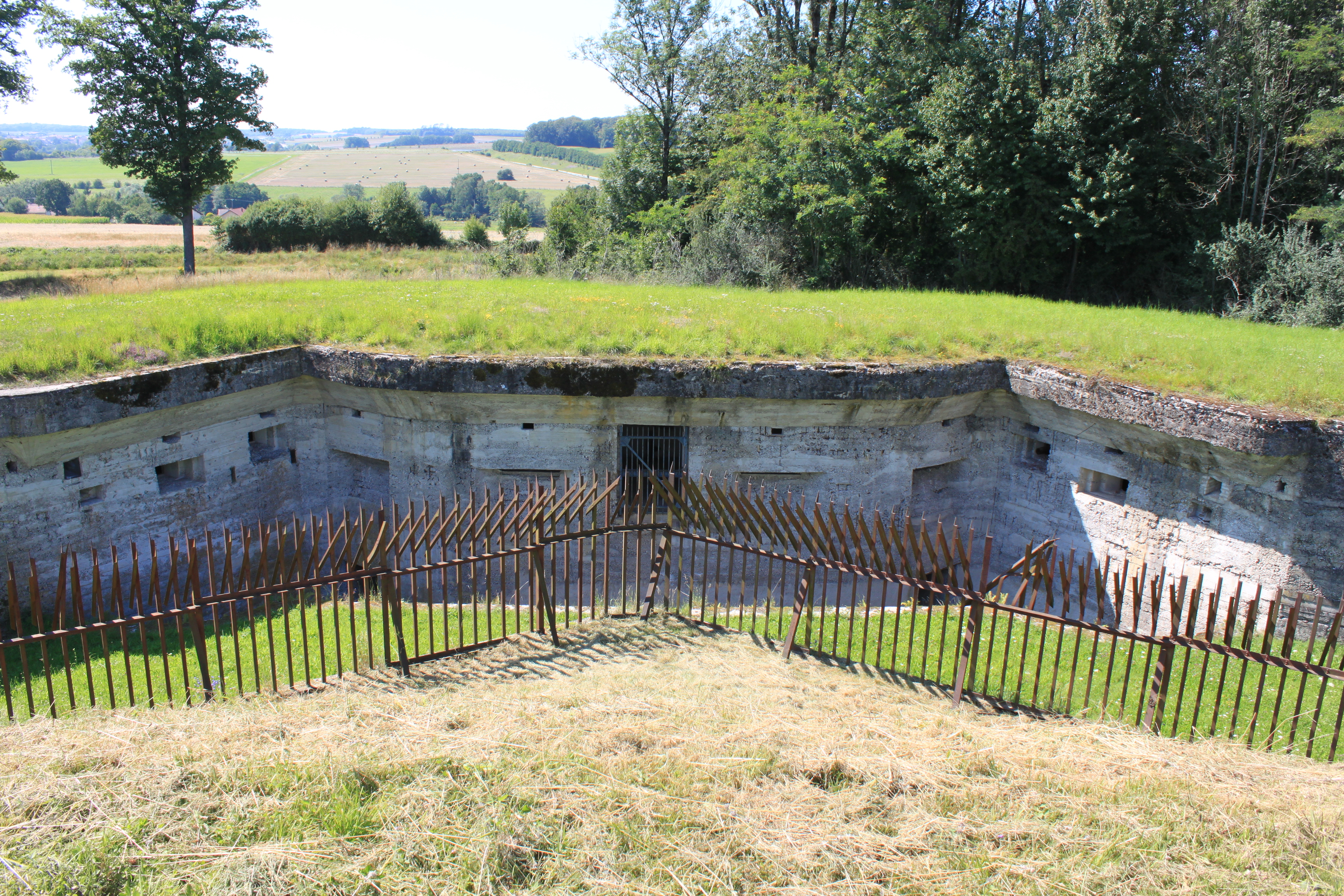
Dwustronna kaponiera przeciwskarpowa w forcie Uxegney